# Sarra Lajnef
Sarra Lajnef (sinh ngày 5 tháng 9 năm 1989, tại Tunis) là một vận động viên bơi lội người Tunisia.  
Tại Đại hội Thể thao toàn châu Phi 2011, Sarra đã giành được ba huy chương bạc ở môn bơi tự do 400 m, bơi ếch 100 m và 200 m.
Tại Thế vận hội Mùa hè 2012, cô đã tham gia cuộc thi bơi ếch 200 mét nữ, hoàn thành ở vị trí thứ 31 chung cuộc trong các trận nóng, không đủ điều kiện cho vòng bán kết.